# Neogoniolithon oblimans
Neogoniolithon oblimans (Heydrich) P.C. Silva, 1996  é o nome botânico  de uma espécie de algas vermelhas pluricelulares do gênero Neogoniolithon, família Corallinaceae, subfamília Mastophoroideae.
- São algas marinhas encontradas no Egito, Etiópia, Sudão, Madagascar, Moçambique, Vietnã, Indonésia, Chile, Austrália, algumas ilhas do Pacífico e Índico.

## Sinonímia
- Lithothamnion oblimans  Heydrich, 1897
- Lithophyllum oblimans  (Heydrich) Heydrich, 1897
- Lithothamnion myriocarpum  Foslie, 1897
- Goniolithon myriocarpum  (Foslie) Foslie, 1904
- Lithophyllum myriocarpum  (Foslie) Me. Lemoine, 1924
- Neogoniolithon myriocarpum  (Foslie) Setchell & Mason, 1943